# ハリソン駅 (ニューヨーク州)
ハリソン駅（Harrison）は、ニューヨーク州ウエストチェスター郡ハリソンにあるメトロノース鉄道の駅。

## 概要
メトロノース鉄道のニューヘイブン線の駅である。この駅からニューヨーク州にあるグランド・セントラル駅に行ける。

## 利用可能な鉄道路線／列車
メトロノース鉄道：
■ニューヘイブン線

## 駅構造
| ホーム | 3番線 | 1番線 | 2番線 | 4番線 | ホーム |

2面4線（単式）のホームを持つ地上駅である。
| のりば | 路線              | 方向 | 行先                                         | 備考 |
| ------ | ----------------- | ---- | -------------------------------------------- | ---- |
| 3      | ■ニューヘイブン線 | 上り | グランド・セントラル方面                     |      |
| 4      | ■ニューヘイブン線 | 下り | スタンフォード/ ニュー・ヘブン＝ユニオン方面 |      |

## 隣の駅
メトロノース鉄道
■ニューヘイブン線
ママロネック - ハリソン - ライ